# Astragalus khongensis
Astragalus khongensis es una especie de planta del género Astragalus, de la familia de las leguminosas, orden Fabales.

## Distribución
Astragalus khongensis se distribuye por Irán.

## Taxonomía
Fue descrita científicamente por Maassoumi, Joharchi & Podlech. Fue publicada en Iran. J. Bot. 11(1): 103 (-104) (2005).